# جان فلوريان
جان فلوريان (بالتشيكية: Jan Florian)‏ هو رسام تشيكي، ولد في 25 ديسمبر 1921 في Stará Říše ‏ في التشيك، وتوفي بنفس المكان في 2007.